# Sony Music Nashville
Sony Music Nashville é uma gravadora de música country que pertence à discográfica multinacional Sony Music Entertainment.